# Kevin Brands
Kevin Brands (Waalwijk, 28 maart 1988) is een Nederlands voetballer die bij voorkeur als middenvelder speelt. Brands is een zoon van oud-voetballer Marcel Brands.

## Biografie
Brands werd opgeleid door RKC Waalwijk. Vandaar volgde hij zijn vader Marcel Brands naar AZ, waar hij weliswaar in de selectie zat, maar nooit debuteerde. De club verhuurde hem in de seizoenen 2009-2010 en 2010-2011 aan Telstar, dat hem hierna overnam van AZ. Hier speelde hij nogmaals een seizoen. Brands tekende in juni 2012 een driejarig contract bij Willem II, dat hem transfervrij overnam van Telstar. Daarmee speelde hij dat seizoen voor het eerst in zijn carrière in de Eredivisie. Hij stroomde vier jaar eerder door vanuit het op dat moment ook de Eredivisie spelende AZ, maar kwam daarvoor niet in actie. Het verhuurde hem in plaats daarvan twee seizoenen aan Telstar, dat hem daarna ook nog een jaar zelf in dienst nam. Na dertien competitiewedstrijden voor Willem II verhuurde die club hem aan SC Cambuur en daarna ook aan twee ploegen in de Eerste divisie, Telstar en FC Volendam.
Brands tekende in juni 2015 een contract tot medio 2017 bij het dan net naar de Eerste divisie gedegradeerde NAC Breda. Dat lijfde hem transfervrij in. In zijn verbintenis werd een optie voor nog een seizoen opgenomen en een clausule waardoor hij transfervrij zou mogen vertrekken indien NAC niet na één seizoen zou terugkeren in de Eredivisie. Die promotie kwam er niet. Brands kwalificeerde zich met NAC voor de play-offs 2016, maar daarin versperde Willem II de Bredase club de weg naar de Eredivisie.
Brands tekende in juni 2016 een contract tot medio 2017 bij het in het voorgaande jaar wel naar de Eredivisie gepromoveerde Go Ahead Eagles. Hier kwam hij opnieuw te spelen onder trainer Hans de Koning, die ook zijn coach was bij FC Volendam. In zijn verbintenis werd een optie voor nog een seizoen opgenomen. Hoewel hij het seizoen startte als basisspeler, raakte hij deze al snel weer kwijt en was hij voornamelijk reserve. Na een half jaar, kreeg hij toestemming om de club te verlaten. Hij was op proef bij Dundee FC in Schotland, van een overgang kwam het echter niet. Op 17 januari 2017 vertrok hij naar het Turkse Samsunspor, dat uitkwam in de TFF 1. Lig, de op een na hoogste Turkse competitie. In augustus 2017 ging Brands voor Almere City FC spelen. In december van dat jaar liet hij zijn contract ontbinden en ondertekende vervolgens een tweejarig contract bij Bali United in Indonesië. Brands speelde voor de club nooit in de Indonesische competitie, kwam wel tot vijf wedstrijden, waarvan 1 kwalificatiewedstrijd voor de AFC Champions League en 4 wedstrijden in de groepsfase van de AFC Cup 2018. Zijn contract werd in maart 2018 opgezegd door het bestuur van Bali omdat de club hem te weinig vond passen bij de speelstijl van het elftal. Begin september 2018 liet hij zijn contract ontbinden en ging hij spelen voor VVSB in de Tweede divisie, waar hij in december 2018 vertrok. In januari 2019 vervolgde Brands zijn loopbaan op het tweede niveau in Thailand bij Lampang. In 2021 sloot hij aan bij OJC Rosmalen.